# The Best (álbum de Girls' Generation)
The Best é a primeira coletânea japonesa do girl group sul-coreano Girls' Generation. Foi lançada em 23 de julho de 2014 no Japão através da EMI Records Japan. A coletânea foi lançada em três edições diferentes, sendo uma padrão e as outras duas limitadas, com esta última contendo um DVD ou Blu-ray, um CD extra e uma álbum de fotos. A coletânea originalmente contêm todos os singles japoneses anteriores do grupo, ao passo que inclui uma versão japonesa de "Mr.Mr." e a faixa inédita "Indestructible".
A coletânea foi relançada com uma nova edição, intitulada The Best (New Edition), em 15 de outubro de 2014. O álbum foi lançado em duas versões, sendo uma padrão e uma com CD+DVD, esta última acrescentando cinco canções à lista de faixas de original, incluindo as versões japonesas de "Hoot" e "The Boys" e mais três faixas inéditas: "Chain Reaction", "Show Girls" e "Divine". Após seu lançamento, The Best atingiu sucesso comercial, tornando-se o terceiro álbum do grupo a atingir o topo da Oricon Albums Chart.

## Antecedentes e lançamento
Em 23 de julho, The Best atingiu o topo da parada musical diária do Japão (Oricon), vendendo mais de 37.000 cópias. Após sua primeira semanas, a coletânea havia vendido mais de 75.000 cópias, atingindo também o topo da parada semanal. Como resultado dessa conquista, o grupo estabeleceu um novo recorde, tornando-se o primeiro grupo não-japonês na Ásia a ter três álbuns japoneses, ao lado de Girls' Generation (2011) e Love & Peace (2013), que alcançaram o topo da parada. A coletânea passou duas semanas na primeira posição da Oricon Albums Chart, e vendeu mais de 175.000 cópias até o final de 2014. É, até o momento, o último grande lançamento japonês do grupo, e, subsequentemente, o último grande lançamento do grupo a contar com a participação da integrante Jessica, após sua saída do grupo em 30 de setembro de 2014.[carece de fontes?]

## Canções inéditas
"Indestructible", lançada como single promocional, foi produzida por Claire Rodrigues, Albi Albertsson, Chris Meyer e escrita por Kamikaoru. Liricamente, a balada pop fala sobre o relacionamento indestrutível que duas pessoas apaixonadas compartilham entre si, implicando sentimentos similares os quais Girls' Generation sente umas com as outras, bem como seus fãs. A canção foi apresentada pela primeira vez através de um lyric video reproduzido na última parada de Girls' Generation em sua terceira turnê japonesa, em Tóquio entre 11 e 13 de julho de 2014. O videoclipe foi eventualmente lançado em 1º de agosto de 2014.
"Divine", lançada como segundo single promocional, foi produzida por Stephan Elfgren, Albi Albertsson, Sean Alexander e escrita por Kamikaoru. Há duas versões para o videoclipe da faixa, a primeira contando com uma história de fundo (lançada em 29 de setembro de 2014) e a segunda incluindo a presença das integrantes do Girls' Generation (lançada em 14 de outubro de 2014). Esse também é o último single oficial e videoclipe com a participação da integrante Jessica.
"Chain Reaction", foi escrita por Kesha, E. Kidd Bogart, Michael Busbee e Michael Brooks Linney. Foi primeiramente produzida para Kesha mas, posteriormente, foi vendida para Girls' Generation.

## Divulgação e performances ao vivo

### Concerto no Tokyo Dome
Em 25 de agosto de 2014, SM Entertainment anunciou que, para comemorar o quarto aniversário de sua estreia no Japão, o grupo realizaria um concerto intitulado "Girls' Generation "The Best Live" at Tokyo Dome". Girls' Generation tornou-se o segundo girl group de k-pop, após Kara, a realizar um show no Tokyo Dome. O concerto foi realizado em 4 de dezembro de 2014 e reuniu um público de mais de 55.000 pessoas, sendo o primeiro show do grupo sem a integrante Jessica.

#### Lançamento em DVD
Girls' Generation "The Best Live" at Tokyo Dome foi lançado em 1º de abril de 2015 em DVD e Blu-ray, ambas as versões incluindo a gravação ao vivo do concerto e um álbum de fotos de 100 páginas.

## Lista de faixas
| The Best – Edição padrão |                                   |                                                                                               | |         |  |
| N.º                      | Título                            | Letras                                                                                        | Música | Duração |  |
| 1.                       | "Genie" (Versão japonesa)         | Kanata Nakamura, Yoo Young-jin                                                                | Fridolin Nordso Schjoldan, Nermin Harambasic, Robin Jensen, Ronny Svendsen, Anne Judith Wik, Yoo Young-jin | 3:42    |  |
| 2.                       | "Gee" (Versão japonesa)           | Kanata Nakamura, E-Tribe                                                                      | E-Tribe | 3:21    |  |
| 3.                       | "Run Devil Run" (Versão japonesa) | Kanata Nakamura, Hong Ji-Yu                                                                   | Alex James, Michael Busbee, Kalle Engström                                                                 | 3:21    |  |
| 4.                       | "Mr. Taxi"                        | STY                                                                                           | STY, Scott Mann, Chad Royce, Paolo Prudencio, Allison Veltz                                                | 3:33    |  |
| 5.                       | "Bad Girl"                        | Hiro                                                                                          | Hiro, Jörgen Elofsson, Jesper Jakobson, Lauren Dyson                                                       | 3:44    |  |
| 6.                       | "Time Machine"                    | Andy Love, Hiro                                                                               | Robert Habolin, Marlene Strand                                                                             | 3:53    |  |
| 7.                       | "Paparazzi"                       | Fredrik Thomander, Johan Becker, Junji Ishiwatari                                             | Miles Walker                                                                                               | 3:47    |  |
| 8.                       | "Oh!" (Versão japonesa)           | Kenzie, Nozomi Maezawa, Kim Jungbae, Kim Younghu                                              | Kenzie | 3:09    |  |
| 9.                       | "All My Love Is for You"          | Junji Ishiwatari, Sebastian Thott, Didrik Thott, Robin Lerner                                 | Sebastian Thott                                                                                            | 3:43    |  |
| 10.                      | "Flower Power"                    | Johan Gustafson, Fredrik Häggstam, Sebastian Lundberg, Nasa Aprisia Florida, Junji Ishiwatari | Trinity | 3:18    |  |
| 11.                      | "Beep Beep"                       | Jeff Miyahara, Anne Judith Wik, Ronny Svendsen, Nermin Harambasic, Robin Jenssen              | Dsign Music                                                                                                | 3:21    |  |
| 12.                      | "Love & Girls"                    | Kamikaoru                                                                                     | Erik Lidbom, Ronny Svendsen, Anne Judith Wik                                                               | 3:07    |  |
| 13.                      | "Galaxy Supernova"                | Kamikaoru, Frederik Nordsø Schjoldan, Fridolin N. Schjoldan, Martin Hedegaard                 | Kamikaoru, Frederik Nordsø Schjoldan, Fridolin N. Schjoldan, Martin Hedegaard                              | 3:09    |  |
| 14.                      | "My Oh My"                        | Erik Lewander, Ylva Dimberg, Louis Schoorl                                                    | Erik Lewander, Ylva Dimberg, Louis Schoorl                                                                 | 3:10    |  |
| 15.                      | "Mr.Mr." (Versão japonesa)        | Kim Hee Jeong, Cho Yoon Kyung                                                                 | The Underdogs                                                                                              | 3:55    |  |
| 16.                      | "Indestructible"                  | Kamikaoru                                                                                     | Claire Rodrigues, Albi Albertsson, Chris Meyer                                                             | 3:39    |  |

| The Best – Complete Limited Edition – DVD |                                                  |         |  |
| N.º                                       | Título                                           | Duração |  |
| 1.                                        | "Genie" (Japanese dance version)                 |         |  |
| 2.                                        | "Gee" (Japanese dance version)                   |         |  |
| 3.                                        | "Run Devil Run" (Japanese dance version)         |         |  |
| 4.                                        | "Mr. Taxi" (Dance version)                       |         |  |
| 5.                                        | "Paparazzi" (Dance edit gold version)            |         |  |
| 6.                                        | "Oh!" (Japanese dance version)                   |         |  |
| 7.                                        | "Flower Power" (Dance version)                   |         |  |
| 8.                                        | "Love & Girls" (Dance version)                   |         |  |
| 9.                                        | "Galaxy Supernova" (Dance version)               |         |  |
| 10.                                       | "Genie" (Music video look back)                  |         |  |
| 11.                                       | "Gee" (Music video look back)                    |         |  |
| 12.                                       | "Mr. Taxi" (Music video look back)               |         |  |
| 13.                                       | "Run Devil Run" (Music video look back)          |         |  |
| 14.                                       | "Bad Girl" (Music video look back)               |         |  |
| 15.                                       | "Time Machine" (Music video look back)           |         |  |
| 16.                                       | "Paparazzi" (Music video look back)              |         |  |
| 17.                                       | "Oh!" (Music video look back)                    |         |  |
| 18.                                       | "All My Love is For You" (Music video look back) |         |  |
| 19.                                       | "Flower Power" (Music video look back)           |         |  |
| 20.                                       | "Love & Girls" (Music video look back)           |         |  |
| 21.                                       | "Galaxy Supernova" (Music video look back)       |         |  |
| 22.                                       | "My oh My" (Music video look back)               |         |  |
| 23.                                       | "Girls' Generation The Interview"                |         |  |
| 24.                                       | "Making of The Best" (Location)                  |         |  |

| The Best – Complete Limited Edition – Disco 1 |                                   |                                                                                               |                                                                               |         |  |
| N.º                                           | Título                            | Letras                                                                                        | Música                                                                        | Duração |  |
| 1.                                            | "Genie" (Versão japonesa)         | Kanata Nakamura, Yoo Young-jin                                                                | Fridolin Nordso Schjoldan, Dsign Music                                        | 3:42    |  |
| 2.                                            | "Gee" (Versão japonesa)           | Kanata Nakamura, E-Tribe                                                                      | E-Tribe                                                                       | 3:21    |  |
| 3.                                            | "Run Devil Run" (Versão japonesa) | Kanata Nakamura, Hong Ji-Yu                                                                   | Alex James, Michael Busbee, Kalle Engström                                    | 3:21    |  |
| 4.                                            | "Mr. Taxi"                        | STY                                                                                           | STY, Scott Mann, Chad Royce, Paolo Prudencio, Allison Veltz                   | 3:33    |  |
| 5.                                            | "Bad Girl"                        | Hiro                                                                                          | Hiro, Jörgen Elofsson, Jesper Jakobson, Lauren Dyson                          | 3:44    |  |
| 6.                                            | "Hoot" (Versão japonesa)          | Kanata Nakamura, John Hyunkyu Lee                                                             | Alex James, Lars Halvor Jensen, Martin Michael Larsson                        | 3:17    |  |
| 7.                                            | "The Boys" (Versão japonesa)      | Yoo Young-jin                                                                                 | DOM, Richard Garcia, Taesung Kim, Teddy Riley                                 | 3:51    |  |
| 8.                                            | "Time Machine"                    | Andy Love, Hiro                                                                               | Robert Habolin, Marlene Strand                                                | 3:53    |  |
| 9.                                            | "Paparazzi"                       | Fredrik Thomander, Johan Becker, Junji Ishiwatari                                             | Miles Walker                                                                  | 3:47    |  |
| 10.                                           | "Oh!" (Versão japonesa)           | Kenzie, Nozomi Maezawa, Kim Jungbae, Kim Younghu                                              | Kenzie                                                                        | 3:09    |  |
| 11.                                           | "All My Love Is for You"          | Junji Ishiwatari, Sebastian Thott, Didrik Thott, Robin Lerner                                 | Sebastian Thott                                                               | 3:43    |  |
| 12.                                           | "Flower Power"                    | Johan Gustafson, Fredrik Häggstam, Sebastian Lundberg, Nasa Aprisia Florida, Junji Ishiwatari | Trinity                                                                       | 3:18    |  |
| 13.                                           | "Beep Beep"                       | Jeff Miyahara, Anne Judith Wik, Ronny Svendsen, Nermin Harambasic, Robin Jenssen              | Dsign Music                                                                   | 3:21    |  |
| 14.                                           | "Love & Girls"                    | Kamikaoru                                                                                     | Erik Lidbom, Ronny Svendsen, Anne Judith Wik                                  | 3:07    |  |
| 15.                                           | "Galaxy Supernova"                | Kamikaoru, Frederik Nordsø Schjoldan, Fridolin N. Schjoldan, Martin Hedegaard                 | Kamikaoru, Frederik Nordsø Schjoldan, Fridolin N. Schjoldan, Martin Hedegaard | 3:09    |  |
| 16.                                           | "My Oh My"                        | Erik Lewander, Ylva Dimberg, Louis Schoorl                                                    | Erik Lewander, Ylva Dimberg, Louis Schoorl                                    | 3:10    |  |
| 17.                                           | "Mr.Mr." (Versão japonesa)        | Kim Hee Jeong, Cho Yoon Kyung                                                                 | The Underdogs                                                                 | 3:55    |  |
| 18.                                           | "Indestructible"                  | Kamikaoru                                                                                     | Claire Rodrigues, Albi Albertsson, Chris Meyer                                | 3:39    |  |

| The Best – Complete Limited Edition – Disco 2: Recomenadações das integrantes |                                              |                                                            |                                                                 |                                      |         |  |
| N.º                                                                           | Título                                       | Letras                                                     | Música                                                          | Do álbum                             | Duração |  |
| 1.                                                                            | "The Great Escape" (recomendada por Hyoyeon) | STY                                                        | STY, Andre Merritt, E.Kidd Bogart, Greg Ogan, Spencer Nezey     | Girls' Generation                    | 3:49    |  |
| 2.                                                                            | "Blue Jeans" (recomendada por Jessica)       | Obie Mhondera, Tim Hawes, Katerina Bramley, Tom Diekmeier  | Obie Mhondera, Tim Hawes, Katerina Bramley, Tom Diekmeier       | Love & Peace                         | 3:28    |  |
| 3.                                                                            | "Flyers" (recomendada por Seohyun)           | Steven Lee, Sebastian Thott, Didrik Thott                  | Sebastian Thott                                                 | Love & Peace                         | 4:03    |  |
| 4.                                                                            | "Not Alone" (recomendada por Sooyoung)       | Erik Nyholm, Patrick Hamilton                              | Erik Nyholm, Patrick Hamilton                                   | Girls' Generation II ~Girls & Peace~ | 3:31    |  |
| 5.                                                                            | "Karma Butterfly" (recomendada por Sunny)    | Grace Tither, Christian Vinten                             | Christian Vinten                                                | Love & Peace                         | 3:12    |  |
| 6.                                                                            | "Stay Girls" (recomendada por Taeyeon)       | Sebastian Thott, Andreas Öberg, Melanie Fontana, Kenn Kato | Sebastian Thott                                                 | Girls' Generation II ~Girls & Peace~ | 3:20    |  |
| 7.                                                                            | "Let It Rain" (recomendada por Tiffany)      | Hiro                                                       | Hiro, Love, Habolin                                             | Girls' Generation                    | 3:40    |  |
| 8.                                                                            | "Born to Be a Lady" (recomendada por Yoona)  | Kanata Nakamura                                            | Leah Haywood, Daniel James, Shelly Peiken                       | Girls' Generation                    | 3:56    |  |
| 9.                                                                            | "Beautiful Stranger" (recomendada por Yuri)  | Hiro                                                       | Hiro, Leah Haywood, Daniel James, Carl Sturken, Evan Rogers     | Girls' Generation                    | 2:42    |  |
| 10.                                                                           | "Into the New World" (faixa bônus)           | Kim Jeong Bae                                              | Kenzie                                                          | Girls' Generation                    | 4:25    |  |
| 11.                                                                           | "Kissing You" (faixa bônus)                  | Lee Jae Myung                                              | Lee Jae Myung                                                   | Girls' Generation                    | 3:18    |  |
| 12.                                                                           | "Gee" (Versão coreana) (faixa bônus)         | E-Tribe                                                    | E-Tribe                                                         | Gee                                  | 3:20    |  |
| 13.                                                                           | "Mr. Taxi" (Versão coreana) (faixa bônus)    | STY                                                        | STY, Scott Mann, Chad Royce, Paolo Prudencio, Allison Veltz     | The Boys                             | 3:32    |  |
| 14.                                                                           | "Dancing Queen" (faixa bônus)                | Yoon Hyo-sang, Jessica Jung, Tiffany Hwang                 | Stephen Andrew Booker, Aimee Ann Duffy, Kenzie                  | I Got a Boy                          | 3:35    |  |
| 15.                                                                           | "I Got a Boy" (faixa bônus)                  | Yoo Young Jin                                              | Will Simms, Anne Judith Wik, Sarah Lundbäck Bell, Yoo Young Jin | I Got a Boy                          | 4:31    |  |

| The Best – Complete Limited Edition – Blu-ray |                                          |         |  |
| N.º                                           | Título                                   | Duração |  |
| 1.                                            | "Genie" (Japanese version)               |         |  |
| 2.                                            | "Genie" (Japanese dance version)         |         |  |
| 3.                                            | "Gee" (Japanese version)                 |         |  |
| 4.                                            | "Gee" (Japanese dance version)           |         |  |
| 5.                                            | "Run Devil Run" (Japanese version)       |         |  |
| 6.                                            | "Run Devil Run" (Japanese dance version) |         |  |
| 7.                                            | "Mr. Taxi"                               |         |  |
| 8.                                            | "Mr. Taxi" (Dance version)               |         |  |
| 9.                                            | "Bad Girl"                               |         |  |
| 10.                                           | "Time Machine"                           |         |  |
| 11.                                           | "Paparazzi"                              |         |  |
| 12.                                           | "Paparazzi" (dance edit gold version)    |         |  |
| 13.                                           | "Oh!" (Japanese version)                 |         |  |
| 14.                                           | "Oh!" (Japanese dance version)           |         |  |
| 15.                                           | "All My Love is For You"                 |         |  |
| 16.                                           | "Flower Power"                           |         |  |
| 17.                                           | "Flower Power" (dance version)           |         |  |
| 18.                                           | "Beep Beep"                              |         |  |
| 19.                                           | "Love & Girls"                           |         |  |
| 20.                                           | "Love & Girls" (dance version)           |         |  |
| 21.                                           | "Galaxy Supernova"                       |         |  |
| 22.                                           | "Galaxy Supernova" (dance version)       |         |  |
| 23.                                           | "My oh My"                               |         |  |
| 24.                                           | "Into The New World"                     |         |  |
| 25.                                           | "少女時代"                               |         |  |

| The Best – Famima Edition – CD |                                   |         |  |
| N.º                            | Título                            | Duração |  |
| 1.                             | "Genie" (Versão japonesa)         | 3:42    |  |
| 2.                             | "Gee" (Versão japonesa)           | 3:21    |  |
| 3.                             | "Run Devil Run" (Versão japonesa) | 3:21    |  |
| 4.                             | "Mr. Taxi"                        | 3:33    |  |
| 5.                             | "Paparazzi"                       | 3:47    |  |
| 6.                             | "Oh!" (Versão japonesa)           | 3:09    |  |
| 7.                             | "Flower Power"                    | 3:18    |  |
| 8.                             | "Love & Girls"                    | 3:07    |  |
| 9.                             | "Galaxy Supernova"                | 3:09    |  |
| 10.                            | "Chain Reaction"                  | 3:06    |  |

| The Best (New Edition) – Edição padrão (CD) |                           |         |  |
| N.º                                         | Título                    | Duração |  |
| 1.                                          | "Genie" (Versão japonesa) | 3:42    |  |
| 2.                                          | "Gee" (Versão japonesa)   | 3:21    |  |
| 3.                                          | "Mr. Taxi"                | 3:33    |  |
| 4.                                          | "Paparazzi"               | 3:47    |  |
| 5.                                          | "Oh!" (Versão japonesa)   | 3:09    |  |
| 6.                                          | "Flower Power"            | 3:18    |  |
| 7.                                          | "Love & Girls"            | 3:07    |  |
| 8.                                          | "Galaxy Supernova"        | 3:09    |  |
| 9.                                          | "Indestructible"          | 3:39    |  |
| 10.                                         | "Divine"                  | 4:09    |  |

| The Best (New Edition) – Edição limitada (CD) |                                   |         |  |
| N.º                                           | Título                            | Duração |  |
| 1.                                            | "Genie" (Versão japonesa)         | 3:42    |  |
| 2.                                            | "Gee" (Versão japonesa)           | 3:21    |  |
| 3.                                            | "Mr. Taxi"                        | 3:33    |  |
| 4.                                            | "Oh!" (Versão japonesa)           | 3:09    |  |
| 5.                                            | "Run Devil Run" (Versão japonesa) | 3:21    |  |
| 6.                                            | "Hoot" (Versão japonesa)          | 3:17    |  |
| 7.                                            | "The Boys" (Versão japonesa)      | 3:51    |  |
| 8.                                            | "Paparazzi"                       | 3:47    |  |
| 9.                                            | "Flower Power"                    | 3:18    |  |
| 10.                                           | "Love & Girls"                    | 3:07    |  |
| 11.                                           | "Galaxy Supernova"                | 3:09    |  |
| 12.                                           | "Mr. Mr." (Versão japonesa)       | 3:55    |  |
| 13.                                           | "Chain Reaction"                  | 3:06    |  |
| 14.                                           | "Indestructible"                  | 3:39    |  |
| 15.                                           | "Divine"                          | 4:09    |  |
| 16.                                           | "Show Girls"                      | 3:38    |  |

| The Best (New Edition) – Edição limitada (DVD) |                                          |         |  |
| N.º                                            | Título                                   | Duração |  |
| 1.                                             | "Divine" (music video)                   |         |  |
| 2.                                             | "Indestructible" (lyrics video)          |         |  |
| 3.                                             | "Divine" (music video behind the scenes) |         |  |
| 4.                                             | "Making of Photo shooting"               |         |  |

## Tabelas musicais
| Chart (2014)                    | Peak position |
| ------------------------------- | ------------- |
| Japanese Albums (Oricon)        | 1             |
| Japanese Top Albums (Billboard) | 1             |
| Taiwan (G-Music)                | 1             |

| Chart (2015)     | Peak position |
| ---------------- | ------------- |
| Taiwan (G-Music) | 4             |

| Chart (2014)                    | Position |
| ------------------------------- | -------- |
| Japanese Albums (Oricon)        | 22       |
| Japanese Top Albums (Billboard) | 29       |

| Chart (2015)     | Position |
| ---------------- | -------- |
| Taiwan (G-Music) | 9        |

## Certificações
| Região       | Certificado |
| ------------ | ----------- |
| Japão (RIAJ) | Ouro        |